# Corticarina portentosa
Corticarina portentosa es una especie de coleóptero de la familia Latridiidae.

## Distribución geográfica
Habita en México.